# Alexander Wiktorowitsch Choroschilow
Alexander Wiktorowitsch Choroschilow (russisch Александр Викторович Хорошилов, FIS-Schreibweise Alexander Khoroshilov; * 16. Februar 1984 in Jelisowo, Region Kamtschatka, Russische SFSR, Sowjetunion) ist ein russischer Skirennläufer. Er ist besonders in der Disziplin Slalom erfolgreich und konnte ein Weltcuprennen gewinnen.

## Biografie
Choroschilow stammt aus der Region Kamtschatka, lebt in Dmitrow und gehört dem Armeesportverein ZSKA Moskau an. Sein erstes internationales Antreten war beim FIS-Rennen am 22. Januar 2000 in Les Carroz in Frankreich, wo er auf Anhieb den zehnten Platz erreichte. Den ersten Sieg auf dieser Stufe holte er im Februar 2004 im finnischen Rovaniemi, als er dort einen Slalom gewann. Seit 2006 gewann er zwölf russische Meistertitel, davon zehn im Slalom sowie je einen in der Super-Kombination und im Riesenslalom. Er nahm an vier Juniorenweltmeisterschaften teil, kam aber bis auf einen 16. Platz in der Kombination 2004 in Maribor nie über einen 35. Platz hinaus.
Den ersten Europacupeinsatz absolvierte Choroschilow in Ravascletto am 14. Februar 2001, als er im Riesenslalom ausschied. Seinen ersten Top-10-Platz konnte er aber erst 2008 in der SnowWorld-Skihalle im niederländischen Landgraaf bei einem Indoor-Slalom erringen, als er den siebten Platz belegte. Zum ersten Mal am Start eines Weltcuprennens stand er am 17. Dezember 2004 beim Super-G von Gröden. Erste Weltcuppunkte holte er am 22. Januar 2006 als Achtplatzierter der Super-Kombination von Kitzbühel. Einen Monat später gehörte er zu den Teilnehmern der Olympischen Winterspiele 2006 in Turin, wo er in allen Disziplinen außer dem Riesenslalom an den Start ging.  Als bestes Ergebnis erzielte er Platz 22 in der Kombination. Im Winter 2006/07 blieb Choroschilow ohne Weltcuppunkte, während er sich im Winter 2007/08 zweimal als 15. platzieren konnte. Ende Januar 2009 fuhr er als Neunter der Kombination von Kitzbühel nach drei Jahren Unterbrechung wieder unter die besten zehn eines Weltcuprennens.
Bei den Olympischen Winterspielen 2010 in Vancouver startete Choroschilow in allen fünf Disziplinen. Das beste Ergebnis erreichte er wiederum in der Super-Kombination, in der er 21. wurde; auch in Slalom und Super-G klassierte er sich unter die besten 30. Bei zehn Weltcupstarts im Winter 2010/11 erreichte er nur zweimal das Ziel, was aber jeweils für Weltcuppunkte reichte. Eine ähnlich hohe Ausfallquote hatte er im Winter 2011/12, der jedoch ein neunter Platz beim City Event in Moskau gegenüberstand. Vom Winter 2012/13 an sank die Zahl der Ausfälle deutlich und Choroschilow konnte sich allmählich im Mittelfeld etablieren, auch wenn Top-10-Ergebnisse zunächst ausblieben. Er nahm an den Olympischen Winterspielen 2014 in Sotschi teil, wo er im Slalom auf Platz 14 und in der Super-Kombination auf Platz 30 fuhr.
Eine markante Leistungssteigerung gelang Choroschilow in der Saison 2014/15. Am 14. Dezember 2014 fuhr er im Slalom von Åre auf den dritten Platz, hinter Marcel Hirscher und Felix Neureuther. Es war dies der erste Weltcup-Podestplatz eines Russen seit Alexander Schirow im März 1981. Etwas mehr als einen Monat später, am 27. Januar 2015, errang Choroschilow beim Nachtslalom auf der Planai in Schladming seinen einzigen Weltcupsieg, vor Stefano Gross und Neureuther. Ein weiterer dritter Platz kam beim Weltcupfinale in Méribel hinzu, so dass er am Ende des Winters den dritten Rang in der Slalom-Disziplinenwertung belegte. In der Weltcupsaison 2015/16 fuhr dreimal auf Platz drei, und zwar in Santa Caterina, Adelboden und Schladming. Drei weitere dritte Plätze kamen im Weltcup 2016/17 hinzu, diesmal in Val-d’Isère, Kitzbühel und erneut Schladming. Bei den Weltmeisterschaften 2017 erzielte er sein bestes WM-Ergebnis überhaupt, als er im Slalom den fünften Platz belegte und eine mögliche Medaille nur um zwölf Hundertstelsekunden verpasste.

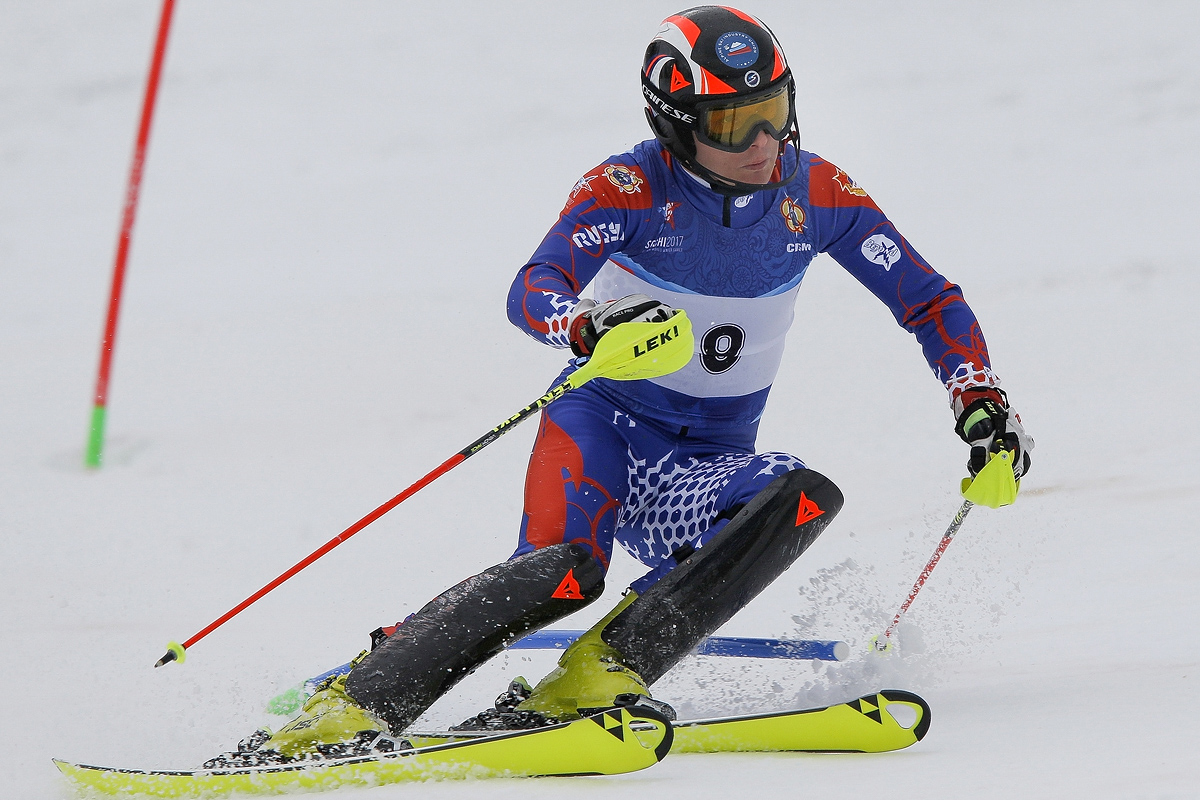
Choroschilow im Jahr 2017

Im Weltcup 2017/18 begannen sich die Ausfälle wieder zu häufen. Choroschilow nahm an den Olympischen Winterspielen 2018 in Pyeongchang teil, wo er im Slalom auf Platz neun fuhr und somit das beste Ergebnis des Winters erzielte. Während in der Saison 2018/19 Top-10-Ergebnisse ausblieben, gelangen ihm in der Saison 2019/20 deren zwei. Darunter war ein dritter Platz im Slalom von Wengen. Für drei Top-10-Platzierungen reichte es in der Saison 2020/21, für einen in der Saison 2021/22. Den Slalom bei den Olympischen Winterspielen 2022 in Peking beendete er als Zehnter. Kurz darauf schloss ihn die FIS wie alle anderen russischen Athleten aufgrund der russischen Invasion der Ukraine von sämtlichen Wettbewerben aus.
Im Februar 2024 berichteten mehrere Zeitungen, dass Choroschilow noch immer als Skirennläufer aktiv sei und am Russian Cup teilnehme, einem von der FIS nicht anerkannten Wettbewerb. Gerüchten zufolge fahre er weiterhin Rennen, um nicht in den Kriegsdienst eingezogen zu werden. Sein früherer Manager, der Österreicher Wolfgang Mitter, vermutete hingegen eher finanzielle Gründe, zumal in diesem von Oligarchen gesponserten Wettbewerb viel Geld zu gewinnen sei.

## Erfolge

### Olympische Spiele
- Turin 2006: 22. Kombination, 38. Abfahrt, 41. Super-G
- Vancouver 2010: 21. Super-Kombination, 23. Slalom, 28. Super-G, 38. Riesenslalom, 45. Abfahrt
- Sotschi 2014: 14. Slalom, 30. Super-Kombination
- Pyeongchang 2018: 9. Mannschaftswettbewerb, 17. Slalom
- Peking 2022: 10. Slalom

### Weltmeisterschaften
- Åre 2007: 31. Riesenslalom, 43. Abfahrt, 43. Super-G
- Val-d’Isère 2009: 10. Superkombination, 12. Slalom, 30. Super-G
- Garmisch-Partenkirchen 2011: 53. Riesenslalom
- Schladming 2013: 23. Super-Kombination
- Vail/Beaver Creek 2015: 8. Slalom
- St. Moritz 2017: 5. Slalom
- Åre 2019: 15. Slalom

### Weltcup
- 10 Podestplätze, davon 1 Sieg:

| Datum           | Ort        | Land       | Disziplin |
| --------------- | ---------- | ---------- | --------- |
| 27. Januar 2015 | Schladming | Österreich | Slalom    |

### Weltcupwertungen
| Saison  | Gesamt | Gesamt | Super-G | Super-G | Slalom | Slalom | Kombination | Kombination | City Event | City Event |
| Saison  | Platz  | Punkte | Platz   | Punkte  | Platz  | Punkte | Platz       | Punkte      | Platz      | Punkte     |
| ------- | ------ | ------ | ------- | ------- | ------ | ------ | ----------- | ----------- | ---------- | ---------- |
| 2005/06 | 101.   | 32     | –       | –       | –      | –      | 24          | 32          | –          | –          |
| 2007/08 | 102.   | 32     | –       | –       | –      | –      | 31.         | 32          | –          | –          |
| 2008/09 | 89.    | 49     | –       | –       | –      | –      | 17.         | 49          | –          | –          |
| 2009/10 | 117.   | 16     | 58.     | 1       | 60.    | 2      | 38.         | 13          | –          | –          |
| 2010/11 | 132.   | 15     | –       | –       | 54.    | 8      | 47.         | 7           | –          | –          |
| 2011/12 | 100.   | 43     | –       | –       | 38.    | 28     | –           | –           | 9.         | 15         |
| 2012/13 | 73.    | 81     | –       | –       | 26.    | 76     | 28.         | 5           | 13.        | 15         |
| 2013/14 | 57.    | 109    | –       | –       | 19.    | 93     | 22.         | 16          | –          | –          |
| 2014/15 | 13.    | 485    | –       | –       | 3.     | 485    | –           | –           | –          | –          |
| 2015/16 | 27.    | 358    | –       | –       | 5.     | 358    | –           | –           | –          | –          |
| 2016/17 | 19.    | 372    | –       | –       | 6.     | 372    | –           | –           | –          | –          |
| 2017/18 | 91.    | 45     | –       | –       | 29.    | 45     | –           | –           | –          | –          |
| 2018/19 | 83.    | 69     | –       | –       | 27.    | 69     | –           | –           | –          | –          |
| 2019/20 | 40.    | 174    | –       | –       | 10.    | 174    | –           | –           | –          | –          |
| 2020/21 | 59.    | 146    | –       | –       | 20.    | 146    | –           | –           | –          | –          |
| 2021/22 | 78.    | 82     | –       | –       | 28.    | 82     | –           | –           | –          | –          |

### Europacup
- Saison 2008/09: 7. Slalomwertung
- Saison 2018/19: 3. Slalomwertung
- 5 Podestplätze

### Juniorenweltmeisterschaften
- Verbier 2001: 35. Slalom, 46. Super-G, 61. Riesenslalom
- Tarvisio 2002: 59. Abfahrt
- Briançonnais 2003: 48. Riesenslalom, 49. Abfahrt, 59. Super-G
- Maribor 2004: 16. Kombination, 40. Slalom, 50. Riesenslalom, 61. Abfahrt, 63. Super-G

### Weitere Erfolge
- 12 russische Meistertitel
  - Slalom 2006 bis 2012, 2018, 2021, 2022
  - Super-Kombination 2010
  - Riesenslalom 2012
- 24 Siege in FIS-Rennen